# ヴァフタング・グルリ
ヴァフタング・グルリ（グルジア語: ვახტანგ გურული、1953年1月2日 – ）は、ジョージアの歴史学者。ジョージア大学人文法学部教授、歴史学博士。

## 経歴
1953年1月2日にイメレティ州ゼスタポニ地区の下サカラ村で誕生。1961年から1970年までゼスタポニ第四中等学校で学んだ。1971年から1976年までトビリシ国立大学歴史学部、1976年から1980年までトビリシ国立大学の大学院で歴史学を修め、1980年に歴史学の博士候補号を取得。
トビリシ国立大学で講師（1981年–1984年）、准教授（1984年–1997年）、教授（1997年–2009年）を務めた。また1985年から講座教授を務めて、1999年に正教授の学術称号を授与された。2009年から2016年までジョージア大学人文法学部の副学部長。

## 講義科目
- 『ジョージアの近代史（1801年–1918年）』
- 『ジョージアの現代史（1918年–2005年）』
- 『ジョージアの近現代史（19世紀–21世紀）の文献研究』
- 『ジョージアの近現代史（19世紀–21世紀）の歴史学』
- 『ジョージアと外部世界（19世紀–21世紀）』

## 研究領域
- 『ジョージアの近代史（1801年–1918年）』
- 『ジョージアの現代史（1918年以降）』
- 『ジョージアの近現代史の歴史学』
- 『ジョージアの近現代史の文献研究』
- 『ジョージア正教会の歴史（19世紀–20世紀）』
- 『ジョージアの外交史（19世紀–20世紀）』
- 『ジョージアの現代文学史（文学研究）』

## 著作物
モノグラフ38件、出版書籍70件、論文221件、高等教育の教科書31件など、550件以上の著作物がある。（ジョージア語、ロシア語、ドイツ語、英語、ポーランド語、アルメニア語、アゼルバイジャン語）